# 伯里克利
伯里克利（约公元前495年—前429年），或譯伯利克里，是公元前5世纪古希腊著名的政治家、演说家、将军。他在希波战争后的废墟中重建雅典，扶植文化艺术，现存的很多古希腊建筑都是在他的时代所建。他还帮助雅典在伯罗奔尼撒战争第一阶段击败了斯巴达人。尤为重要的是，他培育当时被看作非常激进的民主力量。他的时代被称为伯里克利时代，是雅典最辉煌的时代，产生了苏格拉底、柏拉图等一批知名思想家。
伯里克利在他的早年就开始了他的政治生涯。他一开始抑制自己的抱负，因为他担心他的社会地位会让他被看作专制者或对希腊有危险的人。他通过增进中低收入公民的利益以避免他们的怀疑，进而消除他的担心。
按普鲁塔克所述，伯里克利师从智者达蒙（教授他政治学），埃利亚的芝诺（教授他辩论术）和阿那克萨哥拉（教授他品德）。由于阿那克萨哥拉的教育，伯里克利很在意讲话的内容和方式。
伯里克利被認為是推動雅典民主政策改革，使它變得更為民主的人物。
伯里克利还在台上时就已开始失宠於雅典人。当前430年斯巴达人進攻雅典时，他让雅典人做好围城的准备。不幸的是，围城时瘟疫在雅典人和他们盟友中传播却没有波及他们的敌人。伯里克利及他的很多亲人在这场瘟疫中丧生。当伯里克利的前妻所生兩個儿子都死去，雅典人更改法律，使得伯里克利與米利都籍的情人，女哲學家阿斯帕西亞，所生的非雅典人儿子小伯里克利，成为雅典公民，以继承他的财产。

## 经历
伯里克里斯是雅典官员科桑西普斯的儿子。科桑西普斯之妻是阿尔克马埃翁家族克里斯提尼的侄女。因此伯里克里斯出身显贵。但他早年未在政坛中有所表现。在之后的一些年中，他尽力使自己变得更加亲民，并尝试为雅典下层人民发声并成为代表他们的人。据传他从来不出席任何宴会。尽管他口才不错，但需要演讲时还是请人代稿。
前461年，他开始着手恢复地米斯托克利的主张，建造一堵由雅典近郊海湾延伸至雅典城的“长墙”。前456年，该工事竣工，由此雅典得以在被陆地围困时通过该墙从海路运送物资。
前448年，伯里克利邀请全希腊城邦参加他在雅典计划召开的大会，但由于斯巴达的反对，最终没有任何城邦回应这一邀请，结果便不了了之。随后，伯里克利发动了一系列修葺雅典的工程，包括著名的帕特农神庙在内的建筑物在这一时期竣工。前446年，维奥蒂亚地区发生了针对雅典统治的叛乱，雅典人无法镇压此次叛乱且丧失了许多部队。祸不单行，由此叛乱又引发了埃维亚岛人民的起事，伯里克利亲自率军平定，方至岛上又传来墨伽拉投向斯巴达阵营的消息。斯巴达王普雷斯托纳克斯引兵直逼雅典城下，向雅典炫耀了他的武力，随后又撤回了。有一种说法是伯里克利贿赂了普雷斯托纳克斯。
平定了埃维亚岛的战事后，伯里克利与斯巴达缔结了三十年的合约（尽管最终没有执行到三十年）。合约中，伯里克利承认了斯巴达在伯罗奔尼撒半岛的霸权，撤回了对反斯巴达势力的支持。作为交换，斯巴达承认了雅典在海上的霸权。
前440年，爱奥尼亚地区的萨摩斯岛与米利都互相侵略，两者诉诸雅典请求裁决。雅典命令萨摩斯停止进攻，却遭到拒绝。伯里克利便率军流放了萨摩斯的寡头。这位寡头被流放後，向波斯帝国请求支援，于是波斯派出军队，将萨摩斯的亲雅典政客清除了。结果萨摩斯与另一城邦拜占庭同时宣布脱离雅典统治。雅典意识到如果允许这两个城邦继续叛乱，将导致他们丧失对爱奥尼亚的管辖并让自己的东部边界暴露在波斯的势力下。于是，包括伯里克利在内的雅典十将军同时出动，在爱琴海域巡航，向各个城邦昭示雅典的威势。萨摩斯在经历了一番围困之后最终投降了。拜占庭也随着萨摩斯的陷落而不得不放弃抵抗。雅典人下令由萨摩斯支付他们平定叛乱的所有开销。
前430年，当斯巴达人進攻雅典时，伯利克里让雅典人撤回到雅典城，打算利用长墙运输物资，坚守城池，与斯巴达相持。城内爆发了瘟疫，伯里克利也感染瘟疫而死。他的很多亲人都在这场瘟疫中丧生。当伯里克利的前妻所生兩個兒子帕拉盧斯（Paralus）和克桑西普斯（Xanthippus）皆死去後，雅典人更改西元前451年由伯里克利所提出法律（雅典公民父母須皆為雅典公民），讓伯里克利與米利都籍的情人，女哲學家阿斯帕西亞，所生的儿子小伯里克利，成为雅典公民，以继承他的财产。

## 脚注
1. ↑  Plutarch, Pericles, VII
2. ↑  Plutarch, Pericles, IX
3. ↑  Plutarch, Pericles, XVII
4. ↑  Thucydides, 2.21 and Aristophanes, The Acharnians, 832 （页面存档备份，存于）
5. ↑  Plutarch, Pericles, XXV